# Halodiplosis urceolatus
Halodiplosis urceolatus är en tvåvingeart som beskrevs av Fedotova 1988. Halodiplosis urceolatus ingår i släktet Halodiplosis och familjen gallmyggor.
Artens utbredningsområde är Kazakstan. Inga underarter finns listade i Catalogue of Life.